# (55477) Soroban
(55477) Soroban (2001 UC1) – planetoida z pasa głównego asteroid okrążająca Słońce w ciągu 5,61 lat w średniej odległości 3,16 j.a. Odkryta 18 października 2001 roku.